# Fize-le-Marsal
 (novembre 2016).
- Si vous ne connaissez pas le sujet, laissez ce bandeau (vous pouvez alors contacter les auteurs).
- Si vous supprimez le contenu mis en cause (vous pouvez préalablement contacter les auteurs),

argumentez précisément cette suppression dans la page de discussion
(un manque de référence n'est pas un argument ; une recherche réelle de référence doit avoir été effectuée, être formellement documentée).
 (juillet 2025).
Fize-le-Marsal (en wallon Fize-li-Mårsale) est une section de la commune belge de Crisnée située en Wallonie dans la province de Liège.
C'était une commune à part entière avant sa fusion en 1964 avec Thys, Odeur, Kemexhe et Crisnée pour former une nouvelle entité de Crisnée,

## Étymologie
Le nom de Fize-le-Marsal se rencontre par le passé sous diverses graphies : Fies, Fis, Fyes, Fise, Fize.
Les extraits suivants fournissent les plus anciennes attestations de ce toponyme. On constatera que langue et orthographe françaises ont fortement évolué depuis.
« Ce sunt les terres de Fies. S'en gisent XVIII verges grandes demi verge petite en Bodribonier.

Item XIIII verges grandes et demi verge petite a la Tumbe.
Item XI verges grandes III et quartes petites moins a paisial de Puchues [= Pousset].
Item XI verges grandes et VII verges petites et une tierce a la voie de Cumehe [= Kemexhe]. Item IX verges grandes VI verges petites moins deleis le terre ke Johans d'Odor (Odeur) vendit ceans de Sain Jehan.
Summe II boniers et XVIII verges grandes. De chu doit om rabatte XIII verges grandes ke on nos at rescos dont nos avons rechut l'argent et conteit a nos maistres.
Item uns boniers en une pièce al entree de Fiez sor le Chaucie.
Summe del terre de Fies III boniers et XVIII [verges grandes] et XIII petites.
Summe de tre, fans III sols et VI deniers. S'es rent om a le glise de Mumale [= Momalle] le for de bon diurs III sols et I denier et a la tort de Sain Dynis VI deniers a la Saint Andrien de che a ons rescos le tierce part de II boniers de terre ki movoient del glise de Momale ki rendoient III sols par an, si ke li amoine ne doit ke II sols par an et I denier por les XVIII verges ki desor sunt nomees.
 »
On rencontre ailleurs les mentions suivantes :
- en 1005 : Fies (Collégiale Sainte-Croix, I, p. 2).
- en 1188 : ecclesiae de Fies (AELg, Sainte-Croix, cart. A).
- en 1331 : Fis (Collégiale Saint-Jean 46, 19).
- en 1596 : Fyes (Collégiale Saint-Jean 6, 136).

L'ancienne édition du Dictionnaire des communes belges signalait que juste avant la guerre 1940-1945, certains écrivaient encore Fise-le-Marsal : preuve que l'orthographe que nous utilisons aujourd'hui n'était pas encore définitivement ancrée.
C'est en 1946 que le Conseil communal liégeois décida de changer l'accent aigu en accent grave pour l'orthographe du nom de leur ville. Liége devint donc Liège. Il n'a été trouvé aucune trace d'une telle décision pour Fize dans les registres communaux.
Jadis, il y a sept siècles, le village de Fize-le-Marsal était divisé en deux seigneuries : celle de "Fiez-le-Mont", et l'autre appelée "la Marcelle", ou encore "elle Vaux". (Bormann, cart. Saini Denis, dans BCRH 1872, p. 78, a°1281) Il y avait donc les maisons du haut, et le groupe des maisons d'en-bas, aux alentours de la mare (le flot) celui de la Marcelle.
Par suite de déformations successives dans la prononciation locale de ce mot, "Marcelle" -qui vient du diminutif germanique "MARKELLA" signifiant limite ou borne - est devenu MARSAL et, plus tard, le surnom de cet endroit sera adjoint au nom du village pour lui donner sa dénomination actuelle de "Fize-le-Marsal". En wallon : Fîze-li-Mârsale.
Ce nom "Marsal" n'est pas une exclusivité de chez nous… Sous cette forme ou d'autres, on le rencontre, en Hesbaye ou ailleurs, mais partout il revêt la signification similaire de limite ou borne.
Voici quelques exemples tirés des toponymies d'Odeur et Kemexhe,

aux Awirs : âs mârsales, soit aux limites de Saint-Georges

La Marcelle : ruisseau limite entre Jehay-Bodegnée et Flône

Marchelle aussi à Merdorp; "à la Marsalle" à Trognée

à la chavee del marsalle, entre Petit-Hallet et Thisnes

"en la Marcelle", à Rosières et à Jauchelette

"door de Marcellestraat" jadis à Montenaeken

on trouve une rue Haute-Marcelle à Namur.
L'orthographe du nom de Fize-le-Marsal a varié plusieurs fois dans le cours des siècles. On a écrit d'abord FIES comme on peut le voir dans la pièce de 1255 qui est le plus ancien document transcrit dans nos registres d'après le registre de Sainte-Croix.
Sur la grande pierre tombale qui se trouve actuellement devant la porte d'entrée de l'église et qui date de la 1re moitié du XIVe siècle, on lit FIIEZ. On a aussi écrit :
Fise-le-Marsal, Fize-le-Marsalle, le Marsale, Fieze le Marsalle, Fieze le Marsale, Fieze le Marchai. Nous en passons. Nous ignorons aussi à quelle époque on a ajouté -LE-MARSAL (MARSALLE) au nom qui était d'abord FIES, ou FIIEZ, ou FISE, ou FIZE. Le vieux curé Hannosset traduisait en latin : FIIEZIA. La pièce de 1255 citée plus haut parle de "Villa de FIES". Il y avait à Fize au moins une villa romaine. Toutefois, ce nom de villa peut être seulement celui d'une grande ferme. Sur le point de savoir à qui revient le meilleur droit au titre de ville, naguère la partie du village de Fize avoisinant l'église s'appelait encore "la ville".
L'orthographe actuelle est FIZE-LE-MARSAL.
On n'en connaît pas l'étymologie. On a bien proposé la suivante : Fize aurait été l'endroit où l'on payait au fisc, du temps des Romains, certain droit sur le sel, et d'aucuns ajoutent que cette perception se tenait dans la salle d'œuvres du presbytère qui n'existait pas encore. De là, on aurait dit : Fiscus de Mare Salis. Cette hypothèse témoigne d'une imagination fertile.
Albert Carnoy a un autre avis : "Le nom Fisenne est à rapprocher des deux villages Fize. De même on trouve Fies comme graphie médiévale de Fize. La diphtongue IE dans ce radical permet de fournir le germanique FIUHTJON "sapin", comme son prototype. Le sapin n'est pas indigène dans nos régions, mais il y est planté depuis des époques très reculées. D'ailleurs, la toponymie a conservé pas mal de noms empruntés au sapin : Turnhout…" (Edit. Universalis, 1948)
Dans la partie du village qui s'appelle la MARSALE, à l'endroit même où le curé d'Heure-le-Romain a bâti sa maison de retraite, il y avait un grand fossé planté d'arbres qui s'appelait la Marsale. N'est-ce pas là une piste pour le chercheur d'étymologie.
Il y aurait bien une explication à ce complément de Fize, tel qu'il était jadis, au féminin. La voici telle que la propose un autre linguiste : "-la-Marsale" résulterait tout simplement de la contraction des deux "mare sale", rapport à la mare dont les eaux n'étaient guère propres.

## Géographie

### Localisation
Depuis la fusion des communes en 1963, Fize-le-Marsal forme avec Thys, Crisnée, Odeur et Kemexhe, l'entité Crisnée qui s'étend sur 1 683 hectares pour une population d'environ 2 300 habitants. Pour sa part, au dernier recensement, Fize comptait 585 âmes et sa superficie, à partir de 1874, - date à laquelle le hameau de Thys lui a été adjoint - a été portée à 379 ha 10 ca.
Le village a trois frontières (approximatives) naturelles : l'autoroute E40 Liège-Bruxelles au sud, la Chaussée-verte à l'est et la grand-route Liège-Saint-Trond au nord.
Ainsi, situé au nord-ouest de la province de Liège et à un jet de pierre de la frontière linguistique, Fize-le-Marsal se trouve à 8,888 km de Tongres, à 10 km de Waremme, à 11 km de Hollogne-aux-Pierres et à 16 km de Liège, à 5 minutes de la gare d'Ans et un quart d'heure de la gare des Guillemins. Fize appartient à l'arrondissement administratif de Waremme, à l'arrondissement judiciaire de Liège, au canton de justice de paix de Hollogne-aux-Pierres. Il relève du diocèse de Liège et du doyenné de Waremme. Le village de Fize est mitoyen à huit villages : Odeur, Kemexhe, Momalle, Lens-sur-Geer, Oreye, Hodeige, Thys, et Crisnée où se trouvent regroupés les services communaux.
L'altitude de Fize, mesurée au seuil de l'église, est de 139 mètres, sensiblement la même au lieu-dit Busaifosse, au lycée de l'État et au Château-d'Eau. Le point le plus élevé du village se trouve à la limite de Kemexhe, dans la campagne, à l'est du tilleul où l'altitude atteint 143 mètres. Les lieux-dits Fond de Momalle et Fond d'Oreye justifient leur nom avec leurs 120 mètres. Au total, le relief de Fize, on peut le qualifier d'ondulé et relativement plat.
Jadis, l'agglomération se limitait au triangle « Marsale - Tilleul - Marronnier ». Vu de haut, le dessin des rues actuelles montre les mêmes trois carrefours : la place de la Marsale, le rond-point du Piron et l'Y du tilleul à l'autre bout de la rue principale.
Depuis un demi-siècle, à partir de l'après-guerre et particulièrement durant cette dernière décennie, le patrimoine immobilier de Fize s'est sensiblement renforcé, par douzaines d'habitations, villas ou bungalows, en quatre pôles centrifuges de constructions neuves dans les rues menant aux villages circonvoisins, mais le centre du village s'est également fort étoffé.
C'est en direction du nord que la physionomie de Fize s'est le plus nettement modifiée, non seulement par l'édification de nombreuses maisons et villas mais par l'important complexe scolaire de la Communauté française et la construction d'une piscine, une plaine de jeux avec piste d'athlétisme, des terrains de volley et handball, d'un hall omnisports. Il y a moins d'un siècle cette rue de Crisnée était déserte, c'était la pleine campagne, sans éclairage le soir, battue par les vents d'ouest, cinglée en hiver par les bises, et les congères accumulées rendaient pénible toute sortie de Fize. À propos de la circulation, il faut noter le comblement de l'étang de la Marsalle et son remplacement par un îlot directionnel, la suppression de tous les sentiers, l'asphaltage des rues et accotements et dans les champs l'ouverture des "chemins de remembrement".
L'examen des cartes, et singulièrement de la plus ancienne, celle de Ferraris datant de 1775, permet de mesurer les changements intervenus, cependant que bien de vieilles habitations sont toujours là, les grosses fermes notamment qui constituaient le fonds et l'ossature du village de Fize-le-Marsal.

### Ruisseaux
Il ne s'agit d'aucune rivière à Fize, ni même du plus infime ruisseau. Du moins aujourd'hui. Il existait sans aucun doute quelque chose dans le genre jadis, mais comment savoir la nature et l'importance des "riwechiau, riwe, riwetea, reu, riwa, roua" qu'on cite dans de vieux documents des XVe et XVIe siècles ?
En 1414 : "6 verges asseis près de Riwechiaus de Fies…"
En 1549: "Riwetea qui vientt du fon de Momale…"
En 1550: "6 verges asseis près de Riwe de Fyes…"
En 1568: "près du reu de Fyes (venant de Buzêfosse)…"
En 1592: "6 verges emprès le Riwa de Fyes…"
On peut supposer que dans ces mentions, il s'agit du même ruisseau, qu'il vient du « Fond de Momalle », et qu'il traverse Fize. On peut difficilement le confondre avec le « Kemexhe » qui prenait sa source à Freloux, passait à Crisnée et se dirigeait vers Thys. Plus tard, sa source étant tarie, ce même « Kemexhe » s'alimentera des eaux de ruissellement fizoises du Tièr de Crisnée et de l'Aywisse et, accessoirement, des eaux résiduaires de la râperie.
Dans l'histoire « Des gens et des choses » de Crisnée apparaissent deux « cours d'eau » - le « riweteau des beghines », un peu à l'ouest du carrefour des « Trois-Croix » ; - le « riweteau des bommes », entre la rue de Favray et le château Prosmans.
L'un et l'autre devaient venir du N-O de Fize, sans doute des environs de l'actuel château-d'eau, et ils descendaient la pente naturelle vers le village de Crisnée. sans obstacle aucun car, à cette époque lointaine, le remblai de la chaussée Liège-Bruxelles n'existait pas.
Ces deux "riweteaus" étaient affluents du "Kemexhe" dans le Sart à Crisnée. Mais où était leur source ?
Dans d'autres documents se rapportant à Fize, on cite, par exemple en 1742: "au grand roua", et encore "entre deux rouas". Preuve de leur existence. S'agissait d'authentiques ruisseaux ? Dans le temps, et aujourd'hui encore en beaucoup d'endroits, lorsqu'on parle d'un ru sans importance on qualifiait de "rouâ", indifféremment, un vrai ruisseau issu d'une source, et tous les vulgaires fossés ou horrais où s'accumulaient les eaux de ruissellement que la terre argilo-limoneuse des campagnes hesbignonnes n'absorbait pas.
Sous l'Ancien régime, tous les villageois - non seulement les riverains ! - étaient astreints, entre autres corvées collectives, au curage des rigoles, horês de drainage et rouas, sans quoi les chemins de campagne et les rues du village (en terre), labourés d'ornières, se seraient transformés en marécages infranchissables.
Aujourd'hui, les problèmes des eaux n'existent plus à Fize : le remblaiement du flot de la Marsale et la pose d'égouts l'ont résolu à la satisfaction générale.
Dans les campagnes, la construction des chemins de remembrement a bouleversé l'écoulement des eaux de ruissellement. L'édification de bassins d'orage, le long de l'autoroute par exemple, évite l'inondation de larges superficies de terres arables. Tous ces travaux d'infrastructure contribuent non seulement à l'amélioration de la vie quotidienne mais modifient la physionomie du village. (Le journaliste a eu gain de cause.)
(MEU : Chr. J.C. oct. 1919)

### Rues
La voirie a été de tous temps le grand souci des édiles communaux par ses implications de création, entretien, élargissements et emprises, surtout si s'y ajoutent les conséquences budgétaires et les contestations entre riverains.
Ainsi, il a fallu trancher en 1907 entre les observations du Ministère de l'Agriculture à Bruxelles et la Députation permanente de Liège pour décider si les chemins 1, 4 et 9 auraient un nouveau revêtement en grès dur ou en petit granit moins onéreux. De son côté, le Conseil communal dut prendre parti contre un riverain qui exigeait une largeur de rue de 7,88 m pour un autre qui préférait une rue large de 8,10 mètres.
Le village de Fize comptait vers 1925 14 rues et autant de sentiers faisant office de raccourcis piétonniers. En ce début du XXIe siècle, tous les chemins sont macadamisés et les sentiers ont disparu de la carte. Parallèle à la récente autoroute E40, un long chemin issu du remembrement des terres arables suit en longue ligne droite les ondulations du terrain.

### Le marronnier
Le village hesbignon de Fize-le-Marsal s'aligne presque en entier le long d'un antique chemin, la "Voie Royale" de St-Trond à Liège. L 'entrée de l'agglomération est marquée au Sud-Est par un tilleul, au Nord-Ouest par un marronnier. Ce sont deux vieux arbres qui, sans être archi-centenaires, datent de la fin du XVIIIe siècle.
Le second de ces arbres, le marronnier, est menacé par un plan de voirie : raccorder la voie royale au sortir du village vers Oreye par des pans coupés à un chemin qui la traverse venant de Hodeige et se dirigeant sur la mare de Fize-le-Marsal et sur Kemexhe. Or, le pan coupé de ce dernier chemin, et dans la direction d'Oreye, serait, selon le Conseil communal, tout indiqué en suivant la pente charretière et le pignon de la ferme de M. Mercier, en renversant son hangar et… le vieux marronnier. Cela ne peut être.
Ce vieil arbre est un monument historique à respecter, et par son âge et par son site. C'est, en outre, une ancienne borne territoriale, avec, à ses pieds, le bloc de pierre colossal, d'un mètre de haut, carré par ses quatre faces dégrossies et profondément fiché en terre. C'était là que, jadis, venait aboutir la commune de Thys, comme l'indiqueraient encore deux autres bornes en pierre du même genre, que l'on sait, d'après un document conservé à la cure de ce village, avoir été placées au XVIe siècle, chacune sur un lit de cailloux blancs.
(C'est en 1875 que la limite fut reportée à peu de distance plus au Nord.) On peut même se demander si cette pierre, placée à l'intersection de deux antiques chemins : la voie royale et, venant de Kemexhe, la Gèreuse-voie ou route du Geer, n'aurait pas eu un règne plus antique et servi, dès le Moyen Âge, de reposoir aux "hotlîs" (botteurs et botteresses).
Cette pierre et son compagnon, le vieux marronnier, doivent être conservés avec soin. C'est le vœu de la plus grande partie de la population qui aime à voir sa puissante ramure se parer, précisément à l'époque de la procession de ses innombrables pyramides de corolles blanches. C'est le vœu aussi du propriétaire du terrain sur lequel s'élève le marronnier, et qui a fait un recours à la Députation permanente contre le projet du service voyer et de l'Administration communale qui exproprient son bout de terrain.
Et que l'on ne vienne pas dire que l'on peut parfaitement créer le plan coupé tout en respectant l'arbre. Nous tenons à relever l'allégation avant qu'elle ne se produise. D'un examen des lieux et d'une enquête faite sur place, il est non seulement possible, mais préférable, de reporter quelque peu vers la gauche la voie royale.
Les deux propriétaires des vergers à gauche (Rigo et Genot) ne demandent pas mieux. Et cela aurait le mérite de ne pas inonder, en temps de pluie, par le raccordement dans le pré Ory, les fermes en contrebas, et, de plus, de placer le nouveau plan coupé du pré Rigo dans l'axe de la route de Lens-sur-Geer. En outre, la direction de la voie royale vers Oreye serait ramenée vers la verticale. Ce serait tout profit.
Le vieux marronnier pourrait alors continuer en paix à fleurir et faire la joie des habitants de Fize-le-Marsal et des voyageurs qui se dirigent vers les localités voisines.
(MEU : Jh. J.C.9)
Bien après l'arrivée des Romains, les Gaulois locaux conservèrent la religion de leurs ancêtres, honorant leurs dieux par des cultes à ciel ouvert, par exemple dans des cercles d'arbres voués. De là probablement cette coutume qu'avaient les éleveurs de planter des arbres, des saules le plus souvent, au nombre de six, autour des mares dans leurs prés. De là aussi, cette habitude indéracinable des premiers chrétiens de vouer certains arbres, des marronniers par exemple, en y appendant une potale, ou un crucifix. Le culte proprement dit se rendait sur une grosse pierre (d'où son nom local : le Pîron) qui était un dolmen ou un menhir.
La grosse pierre fizoise du Piron est un reste de ceux-là, un des rares de la région, avec celui de Hognoul peut-être. Notre Piron, au numéro 32, on le récupéra - des siècles plus tard - pour délimiter la seigneurie de Thys du Comté de Looz.
(Antoine Smets, curé de Fize)

### La "bôme"
Documents et indices donnent à penser qu'il y en avait une à Fize. Qu'est-ce qu'une "bôme" ?
"Des vieillards de Kemexhe se rappelaient (1937) avoir entendu parler des ruines d'une tour s'élevant dans un pré en face de la grande ferme, dite amon Deltour, près du pont. Une éminence est encore visible dans cette prairie, et l'on peut y reconnaître les vestiges d'une motte féodale avec d'autant plus de vraisemblance qu'il existe un souterrain à cet endroit. Preuve ? Un effondrement s'y est produit un jour (vers 1850) tandis qu'on abattait un arbre dans la prairie. C'est sans doute la pièce centrale du souterrain - la bôme - qui se serait effondrée.
Les personnes qui, à l'époque, sont descendues dans les "bômes" alors intactes de Fooz et Fexhe-le-Haut-Clocher parlent des vastes dimensions de cette salle, soutenue au centre par un massif pilier de terre. Ils la comparent à une salle de danse à cause de sa banquette circulaire, ils disent qu'un chariot attelé de quatre chevaux y tournerait à l'aise." Comme celui d'Awans, le château de Fooz fut pillé en 1490. Selon la légende, il comptait une chambre souterraine où les assiégés pouvaient se retirer une fois les bâtiments de surface investis. Et la "cave était si grande qu'une charrette tirée par six chevaux pouvait y tourner d'un seul coup" !
Dans le Bulletin du Vieux-Liège, I, no 15, de janvier 1934, pages 226-228, dans « Maisons fortes et souterrains de Hesbaye », Jules Herbillon écrit : "ajoutez la bôme de Bierset au lieu-dit "vî tchèstê". F.ROUSSEAU, dans "La Meuse et le Pays mosan", page 22, note 2, croit que certaines "bômes" devraient être antérieures à l'époque féodale. Il mentionne entre autres, celle de Jeneffe (près du cimetière) et celle de Bovenistier, objet d'une étude de TIHON : « Un refuge souterrain du Moyen Âge » (Annales du Congrès archéologique de Bruges, 1903, p. 2 18-222.)
La "bôme" qui nous occupe, celle de Fize-le-Marsal, elle est mentionnée dans de HEMRICOURT, III, p. 8 et 26, identifiée comme celle « où le seigneur (de Fize) fut bloqué et périt ». Indice sérieux donc de l'existence d'une "bôme" à Fize. Elle était très vraisemblablement tout près de la ferme Halleux, ancienne propriété de la noble famille de Hemricourt précisément. Cette coïncidence mise à part, quelles bonnes raisons le donnent à penser ? D'abord l'aspect imposant des bâtiments, leur situation sur une élévation de terrain sur la même ligne de crête que l'église. Et son ancienneté : la ferme d'aujourd'hui ne serait-elle pas l'aboutissement de plusieurs constructions élevées successivement sur les mêmes fondations, dont, jadis, une ferme-château.
Son ancienneté est certaine. Un archéologue de St-Georges aurait découvert là une tombe gallo-romaine (P. Saal). Lors de la percée du chemin de remembrement, les affouillements ont mis au jour plusieurs objets de facture ancienne, en terre cuite, et des vestiges de fondations en briques. (Jules Mélon)
En son temps, Antoine Bonnechère jurait que feu son père savait l'existence en haut du lieu-dit Piévache "d'une galerie si grande que des chevaux y pouvaient circuler de front" ! (témoignage de Walthère Dechamps) Or, Antoine n'avait certainement pas connaissance des écrits de Hemricourt, et devait tout ignorer des recherches de Jules Herbillon.
Il ne reste pour retrouver la preuve de l'existence de cette "bôme" fizoise qu'à fouiller les environs après avoir cherché dans les caves de la ferme des indices d'amorce d'un souterrain, à moins que cette bôme, ou une autre, se trouve ailleurs. À la ferme des Carmes, par exemple où, dans la grange, au début du siècle passé, s'est produit un éboulement qui a englouti un chariot et une grosse machine agricole mais, plutôt que de fouiller plus avant, on remblaya à la hâte,,,.

## Population et statistiques

### Population
Au 31 décembre 1947, en comparaison avec les 547 habitants de Fize, on en dénombrait :
- Bergilers : 701
- Crisnée : 525
- Momalle : 1 273
- Grandville : 543
- Odeur: 303
- Lamine: 523
- Oreye : 945
- Kemexhe : 521
- Hodeige : 833
- Oleye : 971
- Thys : 400
- Remicourt : 1 170
- Lens/Geer : 368
- Freloux : 69
- Fexhe le Haut Clocher : 887

| Années | Villages  | Nbre de rues | Nbre d'habitants | Nbre de maisons |
| ------ | --------- | ------------ | ---------------- | --------------- |
| 1999   | Kemexhe   | 11           | 670              | 247             |
| 1996   | Fize-le-M | 11           | 543              | 203             |
| 1985   | Crisnée   | 10           | 569              | 188             |
| 2002   | Thys      | 10           | 412              | 163             |
| 2004   | Odeur     | 3            | 3                | 118             |

Statistiques au 1er juillet 2003
| Village                 | Femmes | Hommes | Total |
| ----------------------- | ------ | ------ | ----- |
| Awans (via Villers)     | 4 417  | 4 125  | 8 542 |
| Remicourt (via Momalle) | 2 544  | 2 430  | 4 974 |
| Oreye (via Otrange)     | 1 745  | 1 640  | 3 385 |
| Fexhe-le-Haut-Clocher   | 1 539  | 1 513  | 3 031 |
| Crisnée, les 5 villages | 1 373  | 1 269  | 2 652 |

Évolution de la population
- Fin 1965 : 2 115 habitants
- Fin 1993 : 2 298 habitants
- Fin 1995 : 2 358 habitants
- Fin 1997 : 2 411 habitants
- Fin 1998 : 2 505 habitants
- Mi-2004 : 2 712 habitants
- 1.1.2008 : 2 906 habitants

### Statistiques
Population belge au 1er janvier 2004: 10 396 421 hab. (5 309 245 femmes, 5 087 176 hommes). (Wallonie 3 380 198, Flandre 6 016 024, Rég. Brux. 999 899. Rég. germanophone ±70 000 hab.) De nationalité belge : 9 415 000. Étrangers : ± 900 000 (± 8,5 %).
Pour 80 % de maisons et 20 % d'appartements, il existe 74 % de propriétaires et 23 % de locataires Superficie de la Belgique : 30 528 km2, soit 1/329e de l'Europe. Densité : 340 habitants/km2. On comptait pour l'année 2003: 112 149 naissances pour 107 039 décès.
Taux de natalité 11,39 %. Taux de mortalité : 10,21 %. Taux de fécondité : 1,65 %. Avec 4,1 % o mariages par an, le taux des divorces est de 2,9910'o… le place en Europe. Espérance de vie : 85 ans pour les femmes, 77,5 pour les hommes.
Citoyens européens vivant chez nous : en région liégeoise, Crisnée en a le moins (0,025 %) alors que Remicourt et Oreye en comptent 2 %.
Population des Quinze en 2003 : 381 millions. En Europe des XXV en mai 2004: 455 millions. Selon l'ONU, la Terre a 6 milliards d'habitants en 2003. Elle en aurait 9 milliards en 2050…

#### Gentilé
Ceux des villageois de l'entité, ceux de Fize à la mode des Thysois, des Odeurois, des Kemexhois, sont appelés des Fizois et Fizoises. Si, ailleurs, on rencontre des Waremmiens, des Calidifontains, comment pour leur part se nomment les citoyens de Crisnée ?
Lors de la fusion des communes, la presse régionale - La Meuse en particulier - les appela des Crisnétois. Le chroniqueur local s'éleva contre cette consonance erronée et prouva aux édiles, sur la foi des anciens unanimes et de tous les enseignants de Crisnée, que les habitants du village étaient des Crisnéens et Crisnéennes. Le Conseil communal de l'entité et la presse présente l'ont admis le 8 octobre 1994, et rétabli juste à la veille des élections.

## Histoire

### Les grognards et miliciens
Fastré Pagnard, 20 ans, soldat-voltigeur du 6e Bataillon du 26e Rgt d'infanterie de l'armée napoléonienne, est décédé à la suite de ses blessures, le 4 septembre 1808 dans un hôpital en Vendée,.
François Pagnard, frère du précédent, fusilier de la 3e Cie du 1er Bat. du 86e Rgt d'infanterie du 2e Corps de l'armée d'Espagne de Napoléon est décédé des suites de fièvres le 13 septembre 1810 à l'hôpital de Santa Maria de Plasentia (sans doute Palencia), à 76 km au S-O de Burgos.
Toppet Nicolas, 22 ans, fusilier de la 3e Cie du Bataillon de la Milice nationale n)44 est décédé de la "maladie de mer" à l'hôpital militaire de Maestricht acte traduit du néerlandais).
Léonard Hubert (Bage), 24 ans, fils de Marie-Jeanne Léonard et soldat suppléant de Pierre Jacques au 65e Rgt de Ligne est décédé de fièvres le 25 août 1919 à Magdebourg (Allemagne).
Gontier Libert (24 ans), soldat milicien au 2e Rgt de Chasseurs à pied, est décédé à l'hôpital de Tournay (Belgique).

### Ceux de 1914-1918
Extraits de Historique de Fize pendant la Grande Guerre par Eugène Strengnart, instituteur.
Mercredi 29 juillet 1914, date de la mobilisation par la Belgique de trois classes de soldats.
« Ce fut pour tous un bien pénible moment que le départ de ces beaux jeunes gens. Le service général voté depuis naguère ne produisait pas encore tous ses effets, si bien que Fize qui comptait environ 500 âmes ne fournit qu'une quinzaine de ses enfants, mais était-ce là une raison pour rendre la séparation moins cruelle? Disons de suite que pas un de nos petits gars ne broncha. Dans leur hâte de rejoindre leur corps, c'est tout juste s'ils se munirent de quelques provisions. À leurs noms, ajoutons ceux qui étaient déjà présents sous les armes et ceux qui furent seulement rappelés le 1er août 1914
- Alexandre Louis, 10e Rg de Ligne, cl. 1899,
- Bodson Emile, ler Rg de Carabiniers cl.1913.
- Bodson Joseph, 14e Rg de Ligne, cl.1910,
- Bronckart Victor, 14e Rg de Ligne, cl.1910
- Delvaux Auguste, 14e Rg de Ligne, cl. 1911
- Daenen Martin, 14e Rg de Ligne, cl.1908
- Genot Louis, vétérinaire milit. cl.1898
- Genot Nicolas, artillerie de camp.cl.1912
- Heusdens Hubert, 6e Rgt de Ligne, cl. 1903
- Lambret Maurice, artilleur de forter. cl.1910
- Lismonde Léon, artillerie lourde, cl. 1913
- Lykops Henri, 2e R Carabiniers cl.1913
- Massonet Michel, 14e Rg de Ligne, cl. 1910
- Petitjean Guillaume, artilleur de forter. cl. 1903
- Poncelet François, 14e Rg de Ligne, cl. 1913
- Tibo Marcel, artilleur de forter. cl. 1911
- Vandevenne Désiré, 12e Rg de Ligne, cl. 1912
De ces combattants, cinq ont disparu de l'une ou l'autre façon, à des dates différentes :
- Tibo Marcel : électricien, disparu lors de l'explosion du Fort de Loncin le 15 août 1914.
- Genot Louis : médecin vétérinaire, mort de maladie à Loon-Plage (France) le 28 janvier 1915.
- Daenen Martin : décédé de maladie à l'hôpital de Saint-Pol-sur-Mer (France) le 21 avril 1915.
- Poncelet François : tué en pleine bataille, le 6 octobre 1915 et inhumé à Adinkerke (Flandres))
- Lykops Henri : sergent, décédé au combat à Westvleteren, le 13 avril 1917, inhumé sur place.
- Massonet Michel : décédé de grippe espagnole à l'hôpital de Cabourg (France) le 15 octobre 1918 »

— Eugène Streignart, Mémoires de la guerre 1914-1918 (1920)
Si Crisnée a déploré la mort d'un de ses enfants, Thys en a perdu un, et Odeur comme Kemexhe un aussi, Fize-le-Marsal a été proportionnellement le plus durement éprouvé des villages de la région : six tués sur 17 combattants pour une population de moins de 500 habitants.
Pour leur rendre hommage, la commune de Fize-le-Marsal a rebaptisé six des rues du village,.

### Guerre 1940-45
Au moment de la rédaction de la Chronique de Fize (1996), la plupart des combattants et prisonniers sont décédés et aucun familier n'a pu raconter leurs aventures de guerre. Seule la photo de dix d'entre eux sur le Mémorial communal et les noms de trois combattants qui ont échappé à la déportation ont été sauvegardés. Il s'agit des Fizois suivants :
Joseph Torette / Robert Moreau (1913- / Joseph Toppet (1900-1986/ Sylvain Raymackers (1910-1992)/ Clément Scouflaire / Fernand Alexandre (1910-1987) / Fernand Dodeur / Hubert Collon (1907-1974) (1907-1974)/ Jean Heusdens (1914-/ Joseph Ory (1910-1993)/ Lafosse Florent (1906-1992), Scheffer Antoine (1916- ) Marcel Smolders (1921-2006)
Deux autres victimes :
Paquai Joseph, (célibataire, 20 ans), étranger au village, est exécuté à Fize par des membres de l'AS de Huy pour dénonciation à l'occupant de résistants et réfractaires au travail forcé.
Vrancken Louis (42 ans), plombier, est tué en pleine campagne par une bombe perdue, en 1944.
Un GI, identité inconnue, soldat américain est tué par l"explosion d'un V1 le 13 janvier 1945 en couvrant de son corps un garçonnet fizois en danger de mort,.

## Armoiries
Pour le village de Fize, il existait le 25 mai 1458 (dans une charte de l'Abbaye SAINT_Jacques à liège) un sceau de la cour jurée, avec dans le champ, croix potencée et cadre ogival, avec la légende "S… les tenans…ste crois a fies".
Les armoiries personnalisant le sceau communal et les documents officiels de l'Administration, on les doit à un Liégeois, feu Paul de Borman, qui fit paraître en mai-juin 1985 dans le Bulletin de l'Office généalogique et héraldique de Belgique une étude sur la pierre tombale du seigneur de Crisnée, Jean le Vilhain, pierre découverte lors de la démolition en 1983 d'un autel latéral dans la vieille église de Tohogne (Durbuy). En héraldique, elles se lisent : "D'argent à cinq fusées de gueules, accolées en fasce, au franc-quartier d'or au sautoir de gueules". Ce quartier est celui de Bertheline, fille de Jacques de Crisgnée, élu bourgmestre de Liège en 1485, époux de Bertheline de Boubais, fille de Gilles, voué de Huy.
Ces armoiries ont été adoptées par l'entité de Crisnée à la suite des recherches d'un chroniqueur local.

## Bourgmestres
Les tout premiers renseignements concernent la très longue carrière politique de Piron Faiet (Fayet ?) qui fut eschevin puis maïeur de Fiese de 1317 à 1363. Après une longue période on peut citer, par le hasard d'anciens documents, :
- 1550 : Henry Collard est le maire (au temps du vesty Jean Royer), et les échevins Minne de Thys, Libert le clerc de Fize ;
- 1697 : le mayeur est Toussaint Le Keu (ultérieurement, ce nom deviendra Coheur) ;
- 1712 : le mayeur est Gérard Poncelet;
- 1734 : on cite "Stassart, mayeur en ce cas";
- 1789 : les échevins de justice Guillaume Moers, Paschal Stassart, Servais Renson, Jérôme Keppenne ; le maïeur est Nicolas Grégoire;
- 1795 : Stassart et N. Kerstenne signent des actes de l'état civil.
- 1812 : dès mars, Bellefroid-Vanhove est commissaire spécial de la République française.
- 1814 : dès octobre, le maire est Louis Renson;
- 1847 : Toussaint Renson.
- 1888 : Renwart Nicolas
- 1896 : Delvaux Nicolas.
- 1908 : Mélon Mathieu.
- 1912 : Mercier Auguste.
- 1927 : Delvaux Auguste.
- 1929 : Lambert Genot, en remplacement deDelvaux Auguste.
- 1933 : Nestor Royer, remplace Lambert Genot décédé. Il sera réélu jusqu'à son décès en 1959.
- 1959 : Armand Smolders. Dernier bourgmestre du village de Fize, il restera en fonction jusqu'au 31 décembre 1964.

Bourgmestres de l'entité Crisnée à partir de la fusion :
- 1965 : Daniels Henri de Kemexhe démissionne le 30 septembre 1973, remplacé par Jean Stassart.
- 1974 : Stassart Jean de Fize restera en fonction jusqu'à son décès le 28 octobre 1991.
- 1991 : Vanmal Joseph de Kemexhe restera en fonction jusqu'à son décès le 5 juillet 2000.
- 2000 : Goffin Philippe, de Kemexhe, est élu après les élections communales du 8 octobre 2000.

## Paroisse

### Seigneurie
Le 28 novembre 1334, le chapitre de Sainte-Croix à Liège vendit au prince-évêque Adolphe de La Marck tous ses droits seigneuriaux, sauf le droit de collation de l'église, la dîme de la paroisse et deux fermes qu'elle possédait dans l'endroit. Elle stipula en outre qu'elle pourrait y établir une cour de basse justice, ou cour des tenants, pour la gestion de ses propriétés.
Depuis cette époque, la seigneurie de Fize releva directement de la mense épiscopale. Le prince nommait les membres de la cour de justice, à côté de laquelle fonctionnait la cour foncière de Sainte-Croix. En 1782, il céda la seigneurie de Fize-le-Marsal en engagère à Libert de Flémalle.

### Avouerie
L'avouerie de Fize-le-Marsal appartint d'abord à Guillaume de Hemricourt qui, en 1271, la céda à la cathédrale de Liège. Depuis cette donation elle commença à relever en fief de la cour féodale de la haute avouerie de Hesbaye. Le Chapitre de Ste-Croix réunit plus tard seigneurie et avouerie, mais dans l'acte de 1334, il est mentionné qu'il tenait l'avouerie en fief de Gérard de La Marck, alors avoué de Hesbaye. Après la cession de Fize à l'évêque, l'avouerie fut à nouveau séparée du dominium. En 1362, Jean, fils de Massot d'Odeur, tenait en fief de l'avoué de Hesbaye l'avouerie de "Fize deleis Kemeghe". En 1370, il la vendit à Antoine de Fiez, chanoine de Liège, puis elle passa en 1376 à Jean, fils de Gilles de Hodeige.En 1449, elle échut à Thibaut Proid'homme, par succession de son cousin Donnea de Hodeige. En 1524, elle appartenait à Raes d'Ans. Elle resta plus d'un siècle dans sa descendance jusqu'en 1685, époque de la mort d'un autre Raes d'Ans qui légua ses biens à Jean Ernest et Erasme, barons de Surlet.
En 1714, Jacques de Surlet mourut, laissant seulement une fille qui avait épousé le comte de Liedekerke. L'avouerie passa ensuite dans leur descendance et y resta jusqu'à la Révolution.
Une loi du 21 avril 1874 a réuni une partie de la commune de Thys à Fize-le-Marsal.

### Dîme
Le dîmage de Sainte-Croix, avec Fize pour centre, se développait, en 1213, sur 213 bonniers et était affermé pour 110 muids 5 setiers d'épeautre. Le dîmage de Fize s'étendait au moins sur les villages de Crisnée et Otrange, églises filiales, et il avait un de ses quartiers sur le village de Kemexhe dont quelques maisons continuèrent jusqu'au XVIIe siècle à faire partie de Fize (par ex. la maison Strengnar, située sur la Chausie).
Le curé de Fize avait la dîme de 11 bonniers de terre. Les revenus de la cure étaient de quarante muids consistant en un bonnier et demi de terre, dix-neuf muids d'épeautre dus par le Chapitre de Ste Croix, plus les produits d'anniversaires et fondations.

### Paroisses primitives
Paroisses primitives et filiales au XIIe siècle et suivants
'Kemexhe	  Villers L'Evêaue	' Othée  Ans 
Thys Hognoul Odeur
Xhendremael  Lens-sur-Geer  Liers Fize-le-Marsal
Juprelle Oreye Rocour Crisnée
Villers St-Siméon Bergilers Vottem Otrange
Lantin Milmort
Choses curieuses, la paroisse d'Otrange dépendait de Fize-le-Marsal, tandis que Thys dépendait de Kemexhe lequel fut à certaine époque une annexe de Fize. En ce temps-là, autre curiosité, les paroisses d'Oreye, Bergilers et Grandville dépendaient de leur église-mère de Lens-sur-Geer
LES BANCROIX
Une organisation religieuse primitive existait en Tongrie, dès le VIIe siècle, sous l'épiscopat de saint Lambert. Réunissant des dizaines de paroisses par un lien hiérarchique, elle complétait et affermissait l'œuvre accomplie dans nos régions par les tout premiers évangélisateurs de la Hesbaye.
Ce groupement de paroisses par concile datait d'une époque très reculée, tellement lointaine, que NOTGER, le Prince-évêque, qualifiait déjà, en 980, cette coutume d'antique.
Tongres a fait partie du patrimoine primitif de l'église épiscopale de Liège. Il figure au nombre de ses possessions dès l'époque carolingienne. Le patronage que l'évêque de Liège exerçait sur les églises s'est, peu à peu, transformé en véritable droit de propriété. Par la suite, l'évêque céda des églises aux églises primaires et secondaires liégeoises (Ste-Croix, St-Denis, St-Paul…), institutions dont il assurait la dotation. On constate que l'évêque a été en possession du patronat de seize paroisses primitives du concile de Tongres, dont huit de celles-ci figurent ci-dessus.
Les paroisses de l'ancien Concile de Tongres étaient tenues de participer aux processions qui se rendaient chaque année, aux jours de la Pentecôte, à l'église conventuelle de la contrée, en vertu d'anciennes ordonnances épiscopales.
Cette antique procession, dite des "bancroix" (croix banales), était fixée pour Fize-le-Marsal au mardi de la Pentecôte. Aussi ce jour-là, en grande solennité et croix en tête du cortège -le même jour que Crisnée et Otrange-, le curé et ses fidèles allaient à Tongres porter la redevance paroissiale.
Les curés qui "oubliaient" cette démarche étaient rappelés à l'ordre et condamnés, car le prévôt de Tongres, qui était aussi, et cumulativement, chanoine-costre du chapitre avait droit aux deux tiers des offrandes du bancroix.

### Curés
Au Xe siècle, Notger fait donation au chapitre de Sainte-Croix à Liège d'une église située dans la ville de Fies avec cinq métaieries lui attenantes. En 1005, saint Henri, empereur de Germanie, ratifie cette donation sur le plan temporel. On ignore le nom des premiers curés.
- 1205 - après avril 1255 : Gilles Aegidius, date d'un acte notarial signé à Crisnée
- 1453-14.. : Henri de Termoigne
- 14..-1... : Jehan Lizebeth
- 1503-1542 : Renier Jacoley (de Fyze le Marchalle). Son registre va de 1503 à 1538).
- 1542-15.. : Jean Royer (vesty delle englyze parochialle de Fyze le Marchalle)
- 15..-15.. : vacance de recteurs
- 15..-1606 : Jean Natalis (nom au registre des revenus du Bénéfice de N-D & Ste-Croix
- 1606-1636 : Jean Richard Hannosset (il posa la 1re pierre de l'église le 10 septembre 1606).
- 1636-1668 : Guillaume Hannosset (né à Thys 1612-Fize 1.3.1668. Bachelier en théologie.)
- 1655-1668 : Renier Henrot (il tenait la première école paroissiale du village).
- 1669-1689 : Nicolas Collon (originaire de Fize et décédé à Fize en 1689)
- 1689-1712 : Henri Duculot (ou Ducloz, ou du Culot) (décédé à Fize 16.12.1712)
- 1697-1742 : Gilles Renson (Fize 7.7.1667 - Fize 5.5.1742
- 1712-1754 : Jérôme Deveux (+ à Fize-le-Marsal le 17.10.1754)
- 1745-1751 : Louis Servais Renson (Fize 6.3.1721-Momalle 10.3.1755)
- 1754-1755 : abbé Michotte (Chapelain-marguillier-enseignant)
- 1755-1787 : Guillaume Fabry (il a retranscrit plusieurs anciens registres, † Fexhe 1791)
- 1787-1803 : Gilles Hennet (a écrit la congratulation à Gilles Renson † Fize, 18 avril)
- 1787-1791 : Gilles Renson (vicaire)
- 1791-1858 : Gilles Renson (Fize 2.2.1764 †27.5.1858): 67 ans dans la paroisse de Fize
- 1852-1858 : Désiré Poncelet (restaurateur de l'église et grand chasseur. Ira à Pousset)
- 1858-1862 : abbé Dehasque (il sera nommé curé à Braives)
- 1862-1875 : Louis Henri Martin (érection du Chemin de Croix. Freeren 1818-Fize 23.12.1875
- 1876-1889 : Jean Louis Beaurang (Petite taille et corpulent Verviers 1817-Fize 29.6.1891)
- 1890-1895 : Gérard Leonard (une voix remarquable Verviers 1825 - Fize 16.10.1895)
- 1895-1922 : Joseph Thonon (historiographe des archives de Fize Celles 1848-Fize 1922)
- 1922-1933 : Benjamin Charpentier (restauration de l'église Ciney 4.2.1870 - Fize 4.1.1933
- 1933-1936 : Emile Resteigne (il partira pour Ocquier Ouffet 1878 - Ocquier 1968)
- 1936-1943 : Franz-William Reyskens (construction des 2 sacristies Genk 1888-Waterschei 1964
- 1943-1953 : Pierre Roberti (action sociale Waremme 25.2.1905 - Waremme 16.1.1953)
- 1953-1959 : Pierre Castiau (érection chapelle N-D Pauvres Montigny 1910-Jambes 1988)
- 1959-1981 : AntoineSmets , historien(dernier cur& de Fize Milmort 27.7.1922 - Liège 2.10.1981
- 1981-1988 : Joseph Otte (1er curé à cinq paroisses Alleur 25.7.1924-Fize 24.7.1988)
- 1988-2002 : François Gilissen (Hollogne-aux-Pierres 12.01.1947 - suicidé à Fize le 24/9)
- 2002-2007 : Jacques Lambotte (Visé 29 juillet 1948 -
- 2007-2011 : Heinz Schneider (curé des dix paroisses des entités d'Oreye et de Crisnée.)
- 2011-2020 : Jérôme Mulimbi
- 2020-     : Freddy Mwamba

## Population

### En 1740
Les maisons, une cinquantaine et ce nombre restera longtemps stable, sont regroupées autour de quatre pôles : la Marsalle, le Piedvache, l'église et le tilleul, à ces endroits où, comme par hasard, se trouvent les plus grosses fermes.
À cette époque, la terre réclame une main-d'œuvre abondante et la plupart des hommes sont occupés en qualité de domestiques ou de journaliers. On sème de l'épeautre, du treffe, et de l'avoine. La culture se fait par l'araire, ancêtre de la charrue. Les chevaux sont ferrés par Jaspar Gatte, le maréchal-ferrant. Le document ne cite pas les bestes à cornes, mais les vaches existent, même si elles sont de plus petite taille et de maigres laitières. Les troupeaux de cochons et de moutons pâturent le long des talus et dans les champs, surveillés par des bergers et porchers professionnels si les troupeaux sont importants, sinon par des enfants après les heures de classe s'ils y vont car l'obligation scolaire n'existe pas. L'école du village, contiguë au presbytère, est tenue par un vicaire, dénommé chapelain. L'église est à peu près la même qu'aujourd'hui, sauf qu'elle n'est pas chauffée, ni pvée et qu'on s'y éclaire de chandelles. Il n'existe pas de chorale, ni d'orgue et il n'y a qu'un chantre pour répondre - en latin - à l'officiant. Qui sonne les cloches, on ne le sait plus. Il est sûr que le cimetière s'étend tout autour de l'église et qu'il y pousse quelques marronniers.
Encore que le registre des curés Deveux, puis Fabry, ne mentionnent pas la profession des paroissiens, on sait toutefois par d'autres sources, que le mayeur est Lambert Stassart, le garde champêtre Jean-Pierre Malmedi, deux hommes qui sont chargés d'exécuter les lois et de veiller à son application : on en a connaissance par les "plaids généraux" et les procès-verbaux. La plupart sont à charge de ceux qui ne respectent pas les terres de culture envairées, ou des braconniers tel ce Pagnard qui possédait un fusil et chassait le lièvre. Les villageois peuvent détenir un chien, mais si l'animal vagabonde, on doit le munir autour du cou d'un tribart - qu'on nomme alors bilon ou lamais - appareil en bois en forme de triangle, qui l'empêche de courir à la poursuite du gibier.
Quelques artisans : fileuse de laine, tisserand, sabotier, maçon, menuisier et charron. La plupart des maisons, petites et construites en torchis (paroû), sont couvertes de chaume par Remi Deltour. Les incendies sont si fréquents qu'aucun document n'en fait mention. Chauffage central à partir du poêle qui brûle du bois dans l'unique pièce de la maison.
Les rues sont en terre, creusées d'ornières par les charrettes et chariots. Poussiéreuses en été, terriblement boueuses par temps de pluie. En son temps le curé Renson, de sa maison à la Marsalle se rend à l'église à cheval. Beaucoup de fidèles préfèrent emprunter les sentiers, nombreux à l'époque, qui non seulement constituent des raccourcis. mais sont plus propreset non pas par peur de salir ses souliers car rares sont les Fizois chaussés, les sabots étant chaussures de prix plus abordable tandis que les enfants, à la bonne saison, vont le plus souvent pieds nus.
La nourriture est frugale. On mange les produits de l'étable, du champ ou du potager. Encore n'est-ce guère varié, à part les choux, carottes, navets et rutabagascar on ne connaît pas les fèves, haricots, tomates, ni céleris. Beaucoup n'ont jamais goûté de pain blanc. Le sel est cher et les épices d'un prix souvent inabordable. On mange surtout du lard, quand il y en a. Mieux vaut ne pas être malade. Faute de médecin, on s'adresse au rebouteux. Faute de pharmacie, les seuls remèdes sont ceux dits de bonne femme qu'on trouve sur place ou qu'on expérimente à grand risque.
Mis à part quelques rares privilégiés qui ont cheval et charrette, on ne se déplace que rarement en dehors des limites du village. on risque des rencontres… Guillaume Henrot n'a-t-il pas été assassiné en 1661. Alors, le jour, on va à pied muni d'un solide bâton et une fois la nuit tombée, on se barricade chez soi. Pour se rendre dans les villages circonvoisins, les campagnes sont très longues à traverser et les chemins déserts. Pourquoi quitter Fize dès lors qu'on trouve dans sa rue un artisan, une épicerie, un cabaret.

### Séquelles de Révolution
Extrait du Registre des pauvres.
"L'an 17 nonante-un du mois de septembre le huitième jour pardevant moi notaire soussigné en présence des témoins sous-nommés personnellement comparant Guillaume Melon, Jaspar Rongy, la vve Jean Capelle, Guillaume Bovy, Wathieu Florkin, Henri Lacroix, Nicolas Torrette, Henri Rasier, Jean Rasier, Françoise Scalcoven, Joseph Petitjean, la femme Thomas Capelle par ordre d'icelui absent, Henri Melon le jeune, Remi Gueury et Guillaume Hamels,
tous manans inscrits au registre des pauvres du village, lesquels n'ayant pas de quoi en mains pour satisfaire les Srs Sacré à raison des dommages qui leur ont été faits lors que les pauvres dudit Odeur ont été chez eux boire, manger etc pendant la malheureuse révolution.
Dont l'état est remis à quinze louis nous ont déclaré de consentir ainsi qu'ils font chacun pro quota à ce que lesdits Srs Sacré puissent lever et percevoir hors dudit registre des pauvres aux deux échéances prochaines ou à la première s'il est possible jusqu'à entier fournissement tant de ladite somme que de tous fraix qui en sont résultés par les actions intentées de par lesdits Srs faire comprenant dans lesdits fraix ceux qui sont faits en opposition sur lesdites actions de par la vve Jean Capelle, Henri Capelle et Jean Melon, supplions très humblement le Rnd Sergt archidiacre de donner son approbation à la présente avec constitution sur tous porteurs de cette pour la reproduire ubiqs. Ce fait et passé dans la maison du Sr Jean Melon Stassinet en présence d'icelui et de Thomas Bovÿ témoins requis et appelés
g.melon et jean rasier (qui signent), les autres aposant une croix :
gaspar Rongÿ, la vve Jean Capelle, guillaume Bovÿ, wathieu florkin, henri Lacroix, Nicolas Torrette, Henri Rasier, Françoise Scalcoven, Joseph Petitjean, la femme Thomas Capelle par ordre d'icelui absent, Henry Melon le jeune, Remi Gueurÿ, Guillaume Hamels, Jean Melon Stassinet témoin, Thomas Bovÿ témoin. Et moi Méd. Jacquemotte notaire."
"Le 30 septembre 1791 devant moi notaire soussigné en présence des témoins sous-nommés personnellement comparut Gilles Macors, manant inscrit au registre des pauvres d'Odeur, lequel ayant en lecture et explication par moi ledit notaire de l'acte passé le 8 courant devant le soussigné notaire par Guillaume Melon et autres pauvres dudit Odeur, envers les Srs Sacré, nous a déclaré d'y adhérer ainsi qu'il fait par cette, en faisant de son côté et pour sa quôte part comme par ledit acte avec constitution sur tous porteurs de cette pour la reproduire ubiqs. Ce fait et passé à Crisnée dans la résidence de moi notaire et présents comme témoins requis et appelle le Sr Pierre Jacquemotte notaire et Hélène Denomerenge."
Suivent : la marque + de Gilles Macors ne sachant écrire, et les signatures de P. Jacquemotte testis, hélène nomerenge, et moi Méd. Jacquemotte notaire.

### Liège en 1840
Seul existe le Pont-des-Arches, car le Pont-Neuf ou Pont de -la Boverie ne sera achevé que trois ans plus tard, en 1843.L'Hôtel de Ville n'a qu'une trentaine d'employés et, pour l'administration de la ville, suffisent à la tâche : le bourgmestre, quatre échevins, un secrétaire et un receveur.
À part la salle de L'Emulation et le Gymnase sur la Place Saint-Lambert, le Théâtre Royal qui date de 1820 est l'unique salle de spectacle de la ville.
En 1840, l'hôpital de Bavière est sis Place de l'Yser. L'armée occupe déjà la Citadelle de Sainte-Walburge, le fort de la Chartreuse et la caserne des Ecoliers (caserne Fonck). La prison Saint-Léonard n'existe qu'à l'état de projet.
L'éclairage public est assuré par 697 becs de gaz et 588 lanternes à mèche, objets de tous les soins de quelques allumeurs de réverbères.Cinq facteurs assurent la distribution du courrier en ville et quatre autres s'occupent des faubourgs. Ils n'ont à relever le courrier que dans 9 boîtes aux lettres. L'eau potable est fournie par 5 à 6 000 puits, publics ou privés. On envisage la captation des eaux du sous-sol de la Hesbaye.
Les transports en commun motorisés sont encore inconnus.
Aucune gare encore. Un char-à-bancs couvert, tiré par cinq chevaux, va du quai de la Sauvenière jusqu'à Ans, point de départ du chemin de fer vers Bruxelles car la ligne se heurte à la côte. Il y a deux départs par jour et le trajet dure deux heures et demie. Un aller simple coûte 8F en wagon fermé, 5,50F en char-à-bancs et 4F en wagon non couvert. En ville, pour toutes les directions, il existe des lignes de diligences hippomobiles bien entendu. Sur la Meuse, en 1842, on expérimente avec succès un bateau à vapeur qui ne devra plus être tiré par des chevaux dans les passages difficiles
Le journal le plus ancien est le Courrier de la Meuse qui date de 1820, et eut comme premier rédacteur l'abbé Hubert Jacquemotte, citoyen de Crisnée. Il paraîtra jusqu'au 31 décembre 1840 ne pouvant résister à la concurrence de la "Gazette de Liége" qui parut dès le 4 avril 1840 sur quatre pages au format de 40 cm x 27 cm, à 20 centimes le numéro.
La conquête des boulevards de la Sauvenière et d'Avroy sur la Meuse n'est pas terminée. Les rues de la Régence, des Dominicains et Vinâve d'Ile sont les plus larges du Centre-Ville. Pour une population de 66 463 habitants, 21 000 sont secourus par le Bureau de Bienfaisance.
Il n'y a que 1 651 électeurs sur les listes, dont 513 seulement se dérangeront pour les élections communales.
Les noms des rues et des places changent. Ainsi la Place de la République française qui s'appelait précédemment Place du Théâtre après s'être intitulée Place aux Chevaux est communément dénommée en 1840 Place du Spectacle après avoir été auparavant baptisée Place de la Comédie. Plus tard, on l'appellera aussi Place-Verte.
En 1843 apparaissent les premières photographies qui fournissent des portraits au daguerréotype et, pour 4F, on obtient « la plus parfaite ressemblance garantie ». En cette même année 1843, la Gazette de Liége publie les premiers avis mortuaires.